# Spathanus acuminatus
Spathanus acuminatus är en insektsart som beskrevs av Baker 1896. Spathanus acuminatus ingår i släktet Spathanus och familjen dvärgstritar. Inga underarter finns listade i Catalogue of Life.